# Spelacchio

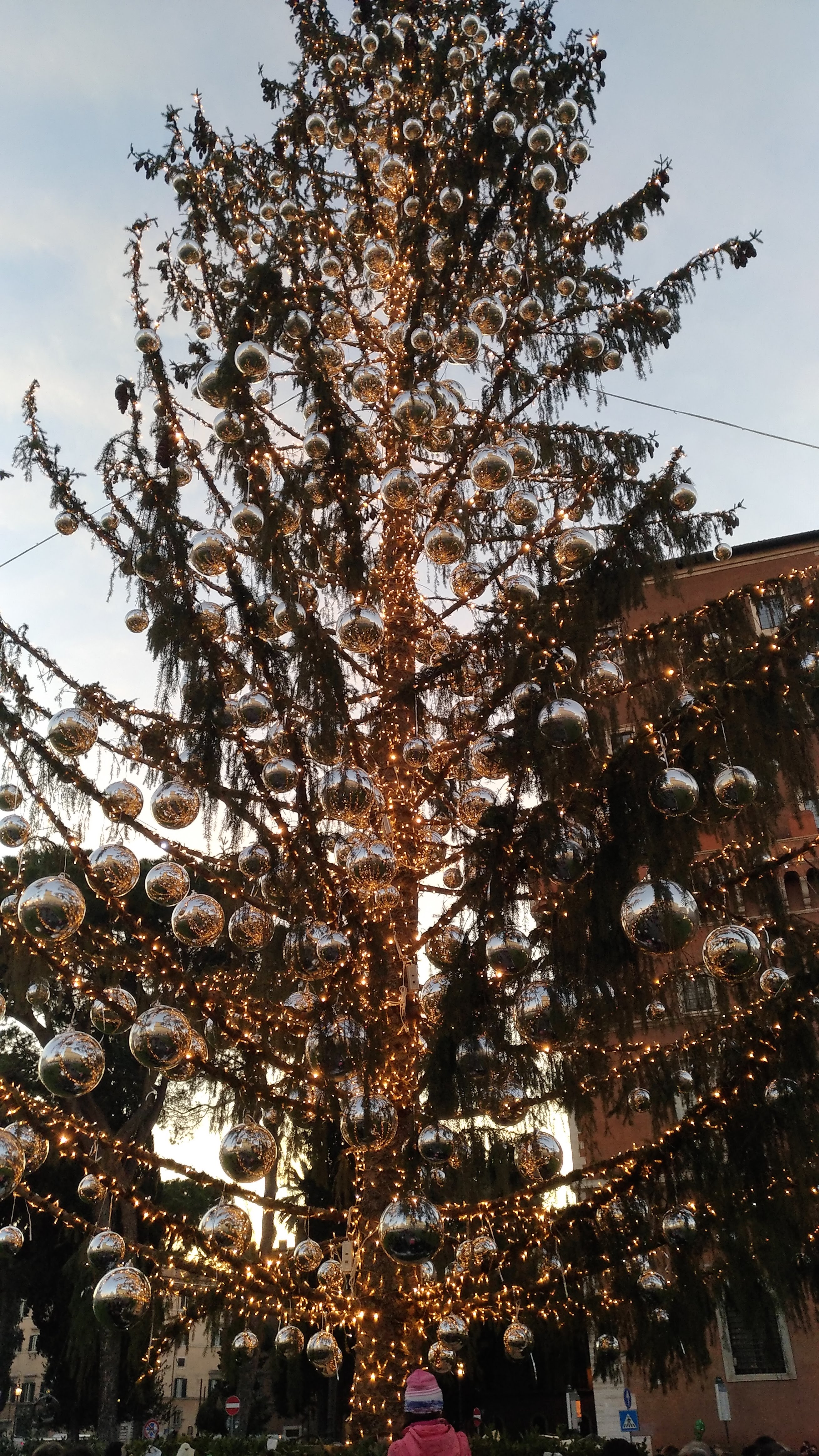
Spelacchio en 2017

Spelacchio (traduction littérale française : « déplumé ») est le surnom que les Romains ont donné au sapin de Noël 2017 que la mairie de la capitale italienne a fait installer dans le centre-ville Piazza Venezia début décembre.

## Histoire
Spelacchio, le sapin (Picea abies) de 21 m de haut dont le coût avoisine 50 000 euros est en piteux état, asséché et ses épines sont clairsemées. Il attire l’attention des médias internationaux comme le souligne Courrier international. The Guardian reprend le terme « like a toilet brush » en première page.
L’origine de ses maux sont à l'étude. Le fournisseur de Spelacchio qui provient du Val di Fiemme assure qu’il était en excellent état au moment de partir pour Rome, mais est arrivé moribond à Rome à cause d'un transport mal adapté. Un expert a diagnostiqué un problème de racines, en réalité il n'en a tout simplement pas.
Le 18 décembre la mairie de Rome annonce la mort de Spelacchio et lance une enquête « pour déterminer les responsabilités de ce décès ».
Vivant comme mort, Spelacchio demeure une source de créativité pour les internautes qui se proposent d’organiser ses funérailles le 25 et le 31 décembre 2017.
L'enquête de fin d'année du journal La Repubblica sur le « mot marquant de l'année écoulée » révèle que le sapin « Spelacchio » a éclipsé douze mois de paroles, lois, faits divers et fakes news.
Le sapin est devenu fameux dans le monde entier et malgré lui un des symboles de Rome et pourrait être préservé par un moyen non encore déterminé.
Après un « démontage » avorté le mardi 9 janvier, Spelacchio est finalement démonté le jeudi 11 janvier 2018. La maire de Rome Virginia Raggi a décidé de lui donner une nouvelle vie. Son bois sera utilisé pour la fabrication d'une Baby Little Home, une hutte qui sera mise à disposition des mamans pour allaiter et faire jouer les enfants. Les chutes seront utilisées pour la fabrication de souvenirs,.Le sapin retourne ainsi au Val di Fiemme où il sera travaillé.
En 2018 Netflix s'en sert comme témoignage pour sa publicité devenant le sponsor d'un « nouveau Spelacchio » qui mesure plus de 20 mètres de haut avec 60 000 lumières LED à faible consommation d'énergie et 500 sphères argentées et rouges. Il sera installé sur la Piazza Venezia le 8 décembre, jour de l'Immaculée Conception.
En décembre 2018, dès son arrivée à Rome, le nouvel arbre de Noël remplaçant de Spelacchio a été immédiatement pris pour cible par les réseaux sociaux qui l'ont rebaptisé « Spezzacchio », péjoratif du terme italien « spezzare » (brisé, cassé) en raison de son apparence, avec des branches coupées ou cassées, probablement à cause du voyage de la pépinière de Varèse à Rome.
Son allumage est fait le 8 décembre 2017 en présence d'un millier de personnes et de la maire de Rome Virginia Raggi. Spelacchio, grâce à la voix de l'acteur de doublage Pino Insegno, a salué les personnes présentes et engagé un dialogue avec la maire.
Compte tenu de la popolarité acquise, les arbres de Noël suivants implantés à Rome sont baptisés du même nom,.